# Márathos (ort)
Márathos är en ort i Grekland.   Den ligger i prefekturen Nomós Kardhítsas och regionen Thessalien, i den centrala delen av landet, 240 km nordväst om huvudstaden Aten. Márathos ligger 908 meter över havet och antalet invånare är 111.
Terrängen runt Márathos är bergig åt nordost, men åt sydväst är den kuperad. Terrängen runt Márathos sluttar västerut. Runt Márathos är det glesbefolkat, med 9 invånare per kvadratkilometer. Närmaste större samhälle är Raptópoulon, 13,2 km söder om Márathos. 